# Volvo 7500
Volvo 7500 är en stadsbuss som tillverkades av Volvo Bussar i Säffle mellan 2005 och 2011. Den ersatte ledbussversionen av Volvo 5000 som exteriört och interiört i princip tillverkats oförändrad sedan 1995.
Den är mycket lik den tre år tidigare presenterade Volvo 8500 förutom ett lågt golv genom hela bussen och en ren anpassning till stadstrafik. Volvo 7500 har antingen bakmotorchassiet Volvo B9LA med gasmotor eller mitt/sidmotorchassiet B9S med dieselmotor och finns endast som ledbuss med minst 18 meters längd.
I Sverige har Volvo 7500 med B9LA CNG-chassi funnits i Stockholm och Malmö medan Volvo 7500 med B9S-chassi endast funnits i Göteborg med omnejd, om man bortser från en demobuss som utöver Göteborg bl.a. rullat i Umeå och Stockholm samt gått en kortare tid på Gardermoens flygplats i Norge. Ett antal Volvo 7500 har även sålts som begagnade i utlandet i och med att samtliga övertaliga Volvo 7500 CNG från Stockholms innerstad exporterades till Bologna i Italien år 2015 efter att Keolis förnyat sitt kontrakt för innerstadstrafiken år 2014 och därmed ersatt samtliga volvobussar där med nya MAN Lion's City i motsvarande utföranden. Ett exemplar med Volvo B9S-chassi från Göteborg exporterades till Thionville i Frankrike år 2015. Senare exporterades ett större antal Volvo 7500 med B9S-chassin från GS till Tallinna Autobussikoondis i Tallinn.
De varianter som byggdes med B9S-chassi kunde även fås i längden 24 meter och med dubbla leder. I Sverige har den varianten endast funnits i Göteborg.
Volvo 7500 med B9LA-chassi blev ganska kortlivad, då den slutade att tillverkas redan 2008, då Volvo istället valde att satsa på ledversionen av Volvo 7700 som fanns med samma chassi. Detta var särskilt passande eftersom Volvo 7700 redan fanns som vanlig 12-metersbuss i Sverige (och även som ledbuss på andra marknader ute i Europa).
År 2011 ersattes slutligen den dieseldrivna och 18 meter långa Volvo 7500 av bakmotorbussen Volvo 7900, denna ersatte även Volvo 7700 under 2012. Den dubbelledade Volvo 7500 fick aldrig någon ersättare på den svenska marknaden.